# Norgesvilda
Norgesvilda eller Norgesvilden är en rastplats i Hede socken längs pilgrimsvägen Romboleden. Vild är ett gammalt dialektord med betydelse vilplats. Platsen har även använts som ängsslåtter.